# Michael Moorcock

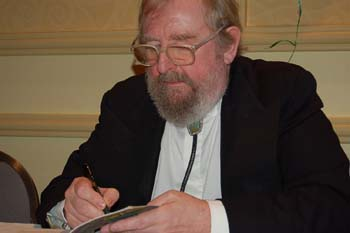

Michael Moorcock (n. 18 decembrie 1939, Londra, Marea Britanie) este un scriitor britanic de literatură science fiction și fantasy.
Moorcock a afirmat că primele trei cărți care i-au ațâțat imaginația au fost The Gods of Mars de Edgar Rice Burroughs, The Apple Cart de George Bernard Shaw și The Constable of St. Nicholas de Edwin Lester Arnold. În 1956, la 16 ani, a devenit editor al Tarzan Adventures, trecând ulterior la editarea Sexton Blake Library. Ca editor al controversatei revistei science fiction britanic New Worlds, din mai 1964 până în martie 1971 și apoi din 1976 până în 1996, Moorcock s-a ocupat de dezvoltarea "noului val" science fiction în Marea Britanie și, indirect, în Statele Unite. Serializarea realizată cărții lui Norman Spinrad Bug Jack Barron a devenit notorie pentru că a provocat condamnarea în Parlament a înființării revistei de către Consiliul Artelor.
În acest timp, el a scris ocazional sub pseudonimul James Colvin, un "pseudonim de casă" folosit de alți critici ai New Worlds. În nr. 197 (ianuarie 1970) al New Worlds a apărut un scurt necrolog al lui Colvin, scris de William Barclay (alt pseudonim al lui Moorcock). Moorcock a folosit deseori inițialele "JC", iar asta nu e o simplă coincidență cu inițialele lui Iisus Hristos (Jesus Christ în engleză), subiectul nuvelei sale din 1967 care a câștigat premiul Nebula, Behold the Man, relatând povestea lui Karl Glogauer, un călător temporal care își asumă rolul lui Hristos. Ele sunt și inițialele diferitelor personaje ale lui Moorcock care sunt "Campioni Eterni", cum ar fi Jerry Cornelius, Jerry Cornell și Jherek Carnelian.
În anii din urmă, Moorcock a început să folosească un alt pseudonim, "Warwick Colvin, Jr.", în special în ficțiunea "Second Ether". În 2008, ziarul The Times l-a nominalizat pe Moorcock în lista lor cu "Cei mai mari 50 de scriitori britanici de după 1945".

## Biografie
Michael Moorcock s-a născut în London în anul 1939 și panorama acestui oraș, în special zonele Notting Hill Gate și Ladbroke Grove, a influențat major multe dintre romanele sale (cf. romanelor despre Cornelius).
Moorcock a fost căsătorit cu Hilary Bailey. A mai fost căsătorit și cu ilustratoarea Jill Riches, care a devenit ulterior soția lui Robert Calvert. Riches a ilustrat coperțile unora dintre cărțile lui Moorcock.
Moorcock a fost membru al Swordsmen and Sorcerers' Guild of America (SAGA), un grup de autori de heroic fantasy fondat în anii '60 ale căror opere au fost antologate de Lin Carter în seria Flashing Swords!.
În 1997, Moorcock a fost unul dintre Oaspeții de Onoare ai Worldcon-ului din San Antonio, Texas, la fel ca în 1976, la Convenția Mondială de Fantasy din New York City, NY.
În anii '90, Moorcock s-a mutat în Texas, Statele Unite. În 2004, a anunțat că intenționează să petreacă jumătate de an în Europa, urmând a sta mai ales în Franța.
Moorcock a fost subiectul a două cărți, o monografie și un interviu, realizate de Colin Greenland. În 1983, Greenland a publicat The Entropy Exhibition: Michael Moorcock and the British 'New Wave' in Science Fiction. În 1992, a publicat cartea-interviu Michael Moorcock: Death is No Obstacle.

## Vederi politice
Opera lui Moorcock s-a remarcat prin conținutul său de natură politică. Într-un interviu, Moorcock declară: "Sunt un anarhist și un pragmatic. Poziția mea morală/filozofică este aceea a unui anarhist." În continuare, comentând modul în care scrierile sale se leagă de propria filozofie politică, Moorcock spune: "Cărțile mele prezintă frecvent eroi din rândul aristocrației, zei și așa mai departe. Toate se încheie într-o notă care enunță deschis ideea că nimeni nu ar trebui să slujească vreun zeu sau vreun stăpân, ci să devină propriul stăpân."
În afara faptului de a folosi ficțiunea pentru a explora viziunea sa politică, Moorcock este și un activist politic. Mai precis, pentru a "marginaliza balivernele care transformă femeile în obiecte și sugerează că femeilor le place să fie bătute", Moorcock a încurajat standurile W H Smith să mute seria de romane Gor a lui John Norman pe raftul de sus.

## Opera
În 1957, la vârsta de 16 ani, Moorcock a devenit editor la Tarzan Adventures. Ulterior, a editat Sexton Blake Library și a revenit la această perioadă cu unele dintre cărțile sale recente. A scris începând de atunci și, deloc surprinzător, a produs un volum uriaș de opere. Primul său roman a fost publicat în 1961. Sub conducerea sa editorială, revista New Worlds a devenit centrul mișcării denumite Noul Val al Science Fiction-ului. Această mișcare a revenit la accentul pus pe schimbările pe care tehnologia le produce asupra societății și a individului, în contrast cu "hard science fiction-ul", care se concentrează pe schimbarea tehnologică în sine. Multe dintre povestirile acestui sub-gen nu par la prima vedere a aparține science fiction-ului.
În general, cărțile lui Moorcock sun legate într-un mare ciclu de conceptul Campionului Etern, conform căruia toți eroii sunt legați de prezența aceluiași spirit, un fel de meta-erou, fie că ei sunt conștienți de asta sau nu. Acest spirit eroic ispășește etern un fel de păcat uriaș, căutând pacea întruchipată de orașul Tanelorn. În romanele "sword and sorcery", această legătură este exprimată direct, în timp ce în celelalte romane ea este doar sugerată. Altă temă de legătură o constituie lupta omenirii pentru a se elibera de superstițiile iraționale și de brutalitatea personificată de diferiți zei și de spiritul Sabiei Negre (care este frica).
O legătură particulară și plină de succes din romanele despre Jerry Cornelius și în unele dintre ultimele romane o reprezintă ideea personajelor care călătoresc prin timp din proprie voință. Natura timpului cere ca ei să acționeze prin persoane specifice mediului lor curent, pentru a evita să fie aruncate la întâmplare prin curenții temporali. Personajele pot călători și în lumi alternative, gpsite sau create pentru ei (și pot vagabonda fără speranță prin multe realități alternative).
Moorcock povestește despre mare parte din scrierile sale în Death is No Obstacle de Colin Greenland, care este, practic, o transcriere sub forma unei cărți a interviurilor purtate cu Moorcock despre structura scrierilor sale.
Cele mai populare opere ale lui Moorcock sunt, fără îndoială, povestirile despre "Elric of Melniboné". În aceste cărți, Elric este un anti-erou descris în mod deliberat ca un revers a ceea ce Moorcock a găsit ca un clișeu în romanele de aventuri fantasy inspirate de operele lui J. R. R. Tolkien și o antiteză directă la Conan Barbarul al lui Robert E. Howard.
Moorcock a publicat și o serie de pastișe după scriitori de care a fost legat sufletește în copilărie, cum sunt Edgar Rice Burroughs, Leigh Brackett și chiar Howard. Toate aventurile sale fantasy conțin elemente de satiră și parodie, respectând totuși ceea ce el consideră esențial pentru gen. În timp ce aceste scrieri sunt, poate, cele mai cunoscute opere ale sale în Statele Unite, în Marea Britanie a devenit faimos ca autor literar (primind în 1977 premiul Guardian Fiction pentru ultima carte din Jerry Cornelius Quartet original, Condition of Muzak, și cu Mother London înscrisă pe lista scurtă a premiului Whitbread), cu cărți precum Behold the Man și The Final Programme considerate ca ne-aparținând genului.
Romane și serii ca Jerry Cornelius Quartet, Mother London, King of the City, Pyat Quartet și culegerea de povestiri London Bone l-au confirmat în ochii unor critici ca Iain Sinclair, Peter Ackroyd și Alan Massie în publicații cum sunt London Times Literary Supplement și The London Review of Books ca un romancier contemporan major. În 2008, The Times l-a nominalizat între cei cincizeci cei mai buni romancieri britanici de după 1945. Tot în 2008, Science Fiction and Fantasy Writers of America i-a acordat premiul Grandmaster pentru SF. Virtual, toate poveștile sale aparțin temei "Campionului Etern", cu personaje (inclusiv Elric) care trec dintr-un fir narativ și un univers ficțional în altul, legate între ele (deși adeseori doar în vise sau viziuni).
Opera lui Moorcock este aclamată ca fiind complexă și stratificată. În mijlocul majorității romanelor sale fantasy se află conceptul "Campionului Etern", care are multiple identități potențiale în multiplele dimensiuni ale realității și ale universurilor alternative. Această cosmologie este numită "Multivers" în romanele sale și se bazează pe conceptul pornit din fizica particulelor în anii '60, fiind încă o teorie actuală în fizica energiilor înalte.
"Campionul Etern" se află într-o continuă luptă nu doar cu noțiunile convenționale de bine și rău, dar și pentru echilibrarea ordinii și haosului. Într-un fel, asta reflectă ideea "scopului de aur" ca o condiție ideală a ființei (Marcus Aurelius, etc.). Multe dintre cele mai de succes cărți ale lui Moorcock urmăresc această temă a promovării stabilității dinamice care eliberează umanitatea (sau ființele raționale) de povara superstiției, urii și fricii. "Sabia neagră", care apare ca un aliat și/sau nemesis al campionului etern în multe romane fantasy, este identificat explicit ca reprezentând frica.
Popularitatea lui Elric a umbrit multe dintre celelalte opere ale sale, deși a reluat o serie de teme din poveștile cu Elric în alte opere (romanele "Hawkmoon" și "Corum", de exemplu), iar Elric apare în ciclurile Jerry Cornelius și Dancers at the End of Time. Secvența Campionului Etern a fost antologată în două ediții omnibus diferite, totalizând șaisprezece cărți (ediția americană avea cincisprezece volume, în timp ce ediția britanică avea paisprezece, dar din cauza problemelor drepturilor de autor, ediția americană conținea două volume care nu erau prezente în cea britanică, iar cea britanică unul care nu era conținut în cea americană) conținând fiecare câteva cărți, de către Victor Gollancz în Marea Britanie și White Wolf Publishing în SUA. În 2003, Universal a achiziționat drepturile pentru seria Elric, urmând a fi produse de frații Weitz.
Altă creație populară a lui Moorcock este Jerry Cornelius (alt JC - Jesus Christ - Iisus Hristos), un fel de agent secret androgin; aceleași personaje apar în fiecare dintre cărțile despre Cornelius. Aceste cărți constituie o satiră a timpurilor moderne, incluzând Războiul din Vietnam, și continuă să prezinte o altă variațiune pe tema Multiversului. Prima carte Jerry Cornelius, The Final Programme (1968) a fost ecranizată. Acțiunea ei este identică cu cea din două povești despre Elric: The Dreaming City și The Dead Gods' Book. Din 1998, Moorcock a revenit la Cornelius într-o serie de noi scrieri: The Spencer Inheritance, The Camus Connection, Cheering for the Rockets și Firing the Cathedral, care vizează evenimentele din 11 septembrie. Toate patru romanele au fost incluse în ediția din 2003 a The Lives and Times of Jerry Cornelius. Cea mai recentă scriere despre Cornelius a lui Moorcock, "Modem Times", a apărut în The Solaris Book of New Science Fiction: Volume 2, publicată în 2008; totuși, o versiune a lui Cornelius apare și în romanul Doctor Who a lui Moorcock din 2010, The Coming of the Terraphiles.
Majoritatea operei de început a lui Moorcock a fost formată din povestiri și, rareori, romane: el menționează că "Pot scrie 15.000 de cuvinte pe zi și să acord trei zile pentru un volum. Așa au fost scrise, de exemplu, cărțile Hawkmoon.". Pe perioada conducerii New Worlds și a publicării primelor romane fantasy, Moorcock și-a păstrat interesul pentru scris și pentru stilul semi-jurnalistic al scrierilor "pulp". Acest lucru se reflectă în dezvoltarea ciclurilor interdependende care merg înapoi în timp până la originea fantasy-ului din miturile și ciclurile medievale (vezi "Wizardry and Wild Romance - Moorcock" & "Death is No Obstacle - Colin Greenland" pentru mai multe detalii). Acest lucru a creat o legătură implicită și cu originea episodică a literaturii din serialele ziarelor/revistelor de la Trollop și Dickens încoace. Niciunul dintre aceste lucru nu ar trebui să pară surprinzător, ținând cont de trecutul lui Moorcock ca editor de reviste.
Din anii '80, Moorcock a devenit atras de scrierile mai lungi, înadrabile în literatura 'mainstream', cum sunt Mother London și Byzantium Endures, care au primit recenzii favorabile, dar continuă să viziteze personajele operelor de început, cum ar fi Elric, în cărți cum sunt The Dreamthief's Daughter sau The Skrayling Tree. Odată cu publicarea celei de-a treia și ultime cărți din serie, The White Wolf's Son, el a anunțat că se 'pensionează' din scrierea de heroic fantasy, deși a mai conceput aventuri cu Elric pentru romane ilustrate realizate cu vechiul său colaborator, Walter Simonson, și cu decedatul James Cawthorn. Împreună, ei au realizat romanul grafic Elric: the Making of a Sorcerer, publicate de DC Comics în 2007. El a finalizat și seria Colonel Pyat, tratând Holocaustul nazist, care a început în 1981 cu Byzantium Endures, a continuat cu The Laughter of Carthage (1984) și Jerusalem Commands (1992), culminând acum cu The Vengeance of Rome (2006).
Alte opere bine primite ale lui Moorcock sunt The Dancers at the End of Time, a cărei acțiune se petrece la milioane de ani în viitor pe Pământ și Gloriana, or The Unfulfill'd Queen, a cărei acțiune se petrece într-o istorie alternativă a Pământului.
Moorcock este predispus la revizuirea operei publicate, ceea ce a determinat ca diferite ediții ale unei cărți să conțină diferențe semnificative. Schimbările cuprind simple redenumiri (de exemplu, povestea lui Elric The Flame Bringers a devenit The Caravan of Forgotten Dreams în ediția omnibus Gollancz/White Wolf din anii '90), schimbarea numelor personajelor (de exemplu, detectivul "Minos Aquilinas" a devinit întâi "Minos von Bek", apoi "Sam Begg" în trei versiuni diferite ale povestirii 'The Pleasure Garden of Felipe Sagittarius'.), modificări majore de text (de exemplu, a adăugat câteva capitole noi în ediția omnibus a romanului The Steel Tsar) și chiar restructurări complete (de exemplu, nuvela din 1966 Behold the Man a fost extinsă la dimensiunea unui roman, pentru republicarea din 1969).

### Moorcock în muzică
Moorcock a colaborat în diferite ocazii cu formația rock britanică Hawkwind: melodia "The Black Corridor" include citate din romanul omonim al lui Moorcock, autorul colaborând cu formația la realizarea celui de-al treilea album al ei, Warrior on the Edge of Time. Moorcock a scris și versurile pentru "Sonic Attack", parte a proiectului Hawkwind Space Ritual. Albumul Hawkwind The Chronicle of the Black Sword are la bază romanele seriei despre Elric. Ocazional, Moorcock a apărut pe scenă alături de formație în timpul turneului Black Sword. Contribuțiile sale au fost înlăturate din înregistrarea originală a albumului Live Chronicles, realizat în acest turneu, din cauza unor probleme legale, dar au apărut ulterior pe unele versiuni lansate pe dublu CD. El poate fi văzut și pe versiunea DVD din Chronicle of the Black Sword.
Moorcock a colaborat și cu poetul și fostul membru al grupului Hawkwind, Robert Calvert, pe albumele acestuia Lucky Leif and the Longships și Hype.
Moorcock are propriul proiect muzical, care înregistrează sub numele Michael Moorcock & The Deep Fix. Primul album, New Worlds Fair, a fost lansat în 1975. O a doua versiune a albumului, Roller Coaster Holiday, a fost lansată în 2004. În 2008 a fost lansat The Entropy Tango & Gloriana Demo Sessions. Acesta include sesiuni de înregistrate pentru albume planificate a fi adaptări a două dintre romanele sale: Glorianna și The Entropy Tango. Albumele nu au fost finalizate niciodată. (The Deep Fix este titlul unei culegeri obscure de povestiri ale lui James Colvin, publicată în anii '60. The Deep Fix este și o formație fictivă al cărei mebru este personajul lui Moorcock, Jerry Cornelius.)
Moorcock a scris versurile pentru melodiile de pe trei albume ale grupului american Blue Öyster Cult: "Black Blade" - care face referire la sabia Stormbringer din cărțile despre Elric, "Veteran of the Psychic Wars" - care prezintă trăirile lui Elric într-un moment crucial al poveștii (melodia poate fi o referire și la "Warriors at the Edge of Time", care apar în romanele lui Moorcock despre John Daker; într-un anumit moment al romanului The Dragon in the Sword, ei se autodenumesc "veterans of a thousand psychic wars" / veteranii miilor de războaie psihice) și "The Great Sun Jester" - despre prietenul său, poetul Bill Butler, mort din cauza unei supradoze. Moorcock a putut fi văzut live alături de BÖC (în 1987, la Convenția Dragon Con din Atlanta) și de Hawkwind.
Moorcock apare în cinci melodii de pe CD-ul Spirits Burning Alien Injection, lansat în 2008. El este vocalist și cântă la chitară și mandolină. Reprezentațiile folosite pe CD sunt extrase din The Entropy Tango & Gloriana Demo Sessions.
La AudioRealms a apărut prima înregistrare dintr-o serie de cărți audio a romanelor Elric, în lectura lui Moorcock. A doua carte audio din serie - The Sailor on the Seas of Fate - a fost lansată în 2007.

### Opinii despre scrierile de ficțiune
Moorcock este un susținător fervent al operei lui Mervyn Peake și nu agreează în mod deosebit opera lui J. R. R. Tolkien. El i-a întâlnit în adolescență atât pe Tolkien, cât și pe C. S. Lewis și recunoaște că i-au plăcut foarte mult, în ciuda faptului că nu le admiră realizările artistice. În Fantasy: The Hundred Best Books (iulie 1991), el și coautorul James Cawthorn laudă opera lui Tolkien.
Moorcock a criticat opere ca Stăpânul inelelor pentru viziunea lor de "Anglie idilică", comparând romanul lui Tolkien cu Winnie-the-Pooh, în eseul "Epic Pooh".
El îl consideră pe Fritz Leiber, un pionier important al genului "sword and sorcery", ca fiind un autor care scrie fantasy realist, cun teme pline de miez. Aceste opinii pot fi găsite în studiul său Wizardry & Wild Romance, revizuit și republicat de MonkeyBrain Books în 2004.
De asemenea, Moorcock a criticar scriitori pentru convingerile lor politice. Printre țintele lui se numără Robert A. Heinlein și H. P. Lovecraft, pe ambii atacându-i într-un eseu din 1978. În acest esez, intitulat "Starship Stormtroopers", el critică o serie de autori canonici pentru ficțiunea lor "autoritaristă", acuzându-l pe Lovecraft de viziunea antisemită, misogină și extrem de rasism din povestirile sale. Unele dintre operele lui Moorcock au criticat creștinismul, în special "Behold the Man".

### Împărțirea universului ficțional cu alții
Moorcock a permis unor alți scriitori să scrie opere a căror acțiune se petrece în universul său ficțional Jerry Cornelius. Brian Aldiss, M. John Harrison, Norman Spinrad și James Sallis, printre alții, au scris asemenea opere. Într-un interviu publicat în The Internet Review of Science Fiction, Moorcock explica motivele care l-au îndemnat să împartă personajul cu alții:
„Am pornit de la ficțiunea populară, iar Jerry a fost mereu menit să fie un fel de glob de cristal în care alții își pot vedea propriile viziuni — intenția a fost ca poveștile să aibă acest rol — o trambulină, ca să folosesc o altă analogie, de pe care fiecare să sară în râu și să fie purtat mai departe. [...] Toți l-au folosit pe Jerry așa cum intenționam și eu să îl folosesc — ca pe un mod de a vedea viața modernă și, uneori, un mod de a comenta pe marginea ei. Jerry, așa cum afirma Harrison, este și o tehnică, nu doar un personaj, și sunt bucuros că alții folosesc această metodă.”
Două povestiri de Keith Roberts, "Coranda" și "The Wreck of the Kissing Bitch", se petrec pe platoul înghețat din Matto Grosso al romanului din 1969 a lui Moorcock, Schoonerul gheții.
El este prieten și fan al scriitorului de BD-uri Alan Moore, permițându-i acestuia să folosească personajul său, Michael Kane de pe Vechiul Marte, care apare în The League of Extraordinary Gentlemen, Volume II a lui Moore. Cei doi au apărut pe scena teatrului Vanbrugh din Londra în ianuarie 2006, unde au discutat despre opera lui Moorcock. Orașul Verde din Warriors of Mars apare și în romanul lui Larry Niven Rainbow Mars. Personajul lui Moorcock, Jerry Cornelius, apare și în The League of Extraordinary Gentlemen, Volume III: Century a lui Moore.
Cornelius a apărut și în seria BD "Le Garage Hermétique" a artistului francez Mœbius.
În 2000, Moorcock a scris un scenariu de 50.000 de cuvinte pentru un joc pe calculator, elaborat de Storm Constantine, care s-a tranaformat în romanul Silverheart. Acțiunea se petrece în Karadur-Shriltasi, un oraș din inima Multiversului. Un al doilea roman, Dragonskin, este în lucru, cu Constantine ca scriitor principal.
Moorcock scrie la ora actuală amintirile sale despre Mervyn și Maeve Peake, precum și un text care urmează a fi publicat mai întâi în Franța pentru a însoți o serie de desene nepublicate de Peake. Cartea sa, The Metatemporal Detective, a fost publicată în 2007.
În noiembrie 2009, Moorcock a anunțat că va scrie un roman Doctor Who pentru BBC Books în 2010, una dintre puținele ocazii în care folosește universul ficțional al altora. Romanul, The Coming of the Terraphiles, a fost lansat în octombrie 2010. Povestea îi adună la un loc pe Doctor Who și multe personaje din multiversul lui Moorcock, cum sunt căpitanul Cornelius și pirații săi.

## Premii
Michael Moorcock a câștigat o serie de premii, atât pentru cărți, cât și pentru 'întreaga activitate'.
- 1967 premiul Nebula (Nuvelă): Behold the Man
- 1972 premiul British Fantasy (August Derleth): The Knight of the Swords[26]
- 1973 premiul fantasy August Derleth: The King of the Swords[27]
- 1974 premiul British Fantasy Award (Cea mai bună poveste): The Jade Man's Eyes
- 1975 premiul fantasy August Derleth: The Sword and the Stallion[28]
- 1976 premiul fantasy August Derleth: The Hollow Lands[29]
- 1977 premiul de ficțiune Guardian: The Condition of Muzak
- 1979 premiul memorial John W. Campbell: Gloriana[30]
- 1979 premiul World Fantasy (Cel mai bun roman): Gloriana[30]
- 1993 premiul British Fantasy (Premiul comisiei)
- 2000 premiul World Fantasy (Pentru întreaga activitate)
- 2002 Science Fiction and Fantasy Hall of Fame
- 2004 premiul Utopiales "Grandmaster" pentru întreaga activitate
- 2004 premiul Bram Stoker pentru întreaga activitate
- 2008 premiul memorial Damon Knight al SFWA Grand Master

## Vezi și
- Barrington J. Bayley